# Weißbach (Badenia-Wirtembergia)
Weißbach – miejscowość i gmina w Niemczech, w kraju związkowym Badenia-Wirtembergia, w rejencji Stuttgart, w regionie Heilbronn-Franken, w powiecie Hohenlohe, wchodzi w skład związku gmin Mittleres Kochertal. Leży nad rzeką Kocher, ok. 7 km na zachód od Künzelsau.